# Simyra fumosum
Simyra fumosum är en fjärilsart som beskrevs av Morrison 1873. Simyra fumosum ingår i släktet Simyra och familjen nattflyn. Inga underarter finns listade i Catalogue of Life.